# Christian Friedrich Nasse
Christian Friedrich Nasse (Bielefeld, 18 aprile 1778 – Marburgo, 18 aprile 1851) è stato uno psichiatra e medico tedesco.

## Biografia
Studiò medicina presso l'Università "Martin Lutero" di Halle-Wittenberg con il collega Johann Christian Reil (1759-1813). A Halle, invece ha conosciuto Achim von Arnim (1781-1831) e Friedrich von Raumer (1781-1873). Dopo la laurea tornò a Bielefeld come medico, e servì come direttore di un ospedale per i poveri. Dal 1819 fino alla sua morte avvenuta nel 1851, lavorò come docente presso l'Università di Bonn.
Nasse era membro della scuola somatica di psichiatria dal quale lo portò alla notorietà in Germania. Egli credeva che la diagnosi e il trattamento dei disturbi mentali dipendevano dal paziente.
Egli era molto interessato alle opere di Johann Friedrich Herbart (1776-1841).
Nasse è accreditato per aver introdotto l'esperienza pratica della cosiddetta "diagnosi comodino".
Nasse è morto il giorno del suo compleanno, a 73 anni a Marburgo.
Il suo nome è associato con "la legge di Nasse",  formulata da Nasse nel 1820, che afferma che l'emofilia si verifica solo nei maschi, ma si può anche trasmettere alle femmine.

## Opere principali
Nel 1818 ha fondato una rivista per gli psichiatri chiamati Zeitschrift für psychische Ärzte (in seguito ribattezzata Jahrbücher für Anthropologie). Inoltre, con Carl Wigand Maximilian Jacobi (1775-1858), ha pubblicato una breve rivista dal titolo Zeitschrift für Heilung und Beurtheilung krankhafter Seelenstörungen.
I seguenti sono alcuni dei suoi principali scritti:
- Entwurf einer allgemeinen Pathologie (3 volumi, 1815–16); Johann Christian Reil, editato da Nasse and Peter Krukenberg.
- Von der Stellung der Aerzte im Staate, (1823).
- Handbuch der speciellen Therapie, (2 volumes, 1830–32).
- Untersuchungen zur Physiologie und Patholoqie, (2 volumi, 1835–39).
- Handbuch der allgemeinen Therapie, (2 volumi, 1840–45).
- Verbrennung und Athmen, chemische Thätigkeit und organisches Leben, (1846).
- Vermischte Schriften psychologischen und physiologischen Inhalts, (1850).
- Untersuchungen zur Physiologie und Patholoqie, (2 volumi, 1835–39).[5]